# Puig Castellar
Puig Castellar är en fornlämning i Spanien.   Den ligger i provinsen Província de Barcelona och regionen Katalonien, i den östra delen av landet, 500 km öster om huvudstaden Madrid. Puig Castellar ligger 279 meter över havet.
Terrängen runt Puig Castellar är varierad. En vik av havet är nära Puig Castellar åt sydost.  Närmaste större samhälle är Barcelona, 9,9 km söder om Puig Castellar. Runt Puig Castellar är det i huvudsak tätbebyggt.